# ساحل (تلامزالة طوطال)
ساحل هو دُوَّار يقع بجماعة ووزڭان، إقليم شفشاون، جهة طنجة تطوان الحسيمة في المملكة المغربية. ينتمي الدوّار لمشيخة تلامزالة طوطال التي تضم 13 دوار. يقدر عدد سكانه بـ 510 نسمة حسب الإحصاء الرسمي للسكان والسكنى لسنة 2004.

## روابط خارجية
- البوابة الوطنية للجماعات الترابية نسخة محفوظة 12 مارس 2018 على موقع واي باك مشين.
- المندوبية السامية للتخطيط